# العلاقات المالديفية السنغافورية
العلاقات المالديفية السنغافورية هي العلاقات الثنائية التي تجمع بين المالديف وسنغافورة.

## مقارنة بين البلدين
هذه مقارنة عامة ومرجعية للدولتين:
| وجه المقارنة                                              | المالديف       | سنغافورة                                                             |
| --------------------------------------------------------- | -------------- | -------------------------------------------------------------------- |
| المساحة (كم2)                                             | 298            | 719                                                                  |
| عدد السكان (نسمة)                                         | 436.33 ألف     | 5.89 مليون                                                           |
| الكثافة السكانية (ن./كم²)                                 | 146.42 ألف     | 819.19 ألف                                                           |
| العاصمة                                                   | ماليه          | سنغافورة                                                             |
| اللغة الرسمية                                             | اللغة الديفهي  | لغة إنجليزية، اللغة الملايو، اللغة الصينية القياسية، اللغة التاميلية |
| العملة                                                    | روفيه مالديفية | دولار سنغافوري                                                       |
| الناتج المحلي الإجمالي (بليون دولار)                      | 4.60 مليار     | 323.91 مليار                                                         |
| الناتج المحلي الإجمالي (تعادل القوة الشرائية) بليون دولار | 5.23 مليار     | 472.59 مليار                                                         |
| الناتج المحلي الإجمالي الاسمي للفرد دولار أمريكي          | 8.39 ألف       | 52.89 ألف                                                            |
| الناتج المحلي الإجمالي للفرد دولار أمريكي                 | 12.53 ألف      | 82.76 ألف                                                            |
| مؤشر التنمية البشرية                                      | 0.706          | 0.925                                                                |
| رمز المكالمات الدولي                                      | +960           | +65                                                                  |
| رمز الإنترنت                                              | .mv            | .sg                                                                  |
| المنطقة الزمنية                                           | ت ع م+05:00    | ت ع م+08:00، توقيت سنغافورة المنسق ‏                                  |

## منظمات دولية مشتركة
يشترك البلدان في عضوية مجموعة من المنظمات الدولية، منها:
| علم المنظمة | اسم المنظمة                        | تاريخ انضمام المالديف | تاريخ انضمام سنغافورة |
| ----------- | ---------------------------------- | --------------------- | --------------------- |
|             | بنك التنمية الآسيوي                | 1978                  | 1966                  |
|             | مؤسسة التنمية الدولية              | 13 يناير 1978         | 27 سبتمبر 2002        |
|             | يونسكو                             | 18 يوليو 1980         | 8 أكتوبر 2007         |
|             | وكالة ضمان الاستثمار متعدد الأطراف | 19 مايو 2005          | 24 فبراير 1998        |
|             | الأمم المتحدة                      | 21 سبتمبر 1965        | 21 سبتمبر 1965        |
|             | دول الكومنولث                      | ?                     | ?                     |
|             | الاتحاد البريدي العالمي            | ?                     | ?                     |
|             | البنك الدولي للإنشاء والتعمير      | 13 يناير 1978         | 3 أغسطس 1966          |
|             | الاتحاد الدولي للاتصالات           | 28 فبراير 1967        | 22 أكتوبر 1965        |
|             | منظمة حظر الأسلحة الكيميائية       | ?                     | ?                     |
|             | مؤسسة التمويل الدولية              | 2 فبراير 1983         | 4 سبتمبر 1968         |
|             | منظمة التجارة العالمية             | ?                     | ?                     |
|             | تحالف الدول الجزرية الصغيرة        | ?                     | ?                     |
|             | منظمة الشرطة الجنائية الدولية      | ?                     | ?                     |

## وصلات خارجية
- موقع وزارة الخارجية المالديفية
- موقع وزارة الخارجية السنغافورية